# Guardián (Marvel Comics)
Guardián (James Hudson), también conocido como Arma Alfa y Vindicator, es un personaje que aparece en los cómics estadounidenses publicados por Marvel Comics. Creado por John Byrne, tuvo su primera aparición en The Uncanny X-Men #109 (febrero de 1978), que fue co-tramado por Byrne y su colaborador de mucho tiempo Chris Claremont.
El personaje fue miembro fundador y líder de Alpha Flight. Fue diseñado para ser el equivalente canadiense del Capitán América, por lo tanto, las marcas de su vestuario se inspiran en la bandera canadiense. Guardian a menudo se confunde con el Capitán Canuck, otro superhéroe de temática canadiense con trajes y superpoderes similares.

## Historia de publicación
Guardián era un personaje de fan, creado por John Byrne años antes de que hiciera cualquier trabajo profesional en los cómics.
Originalmente fue llamado "el Escudo Canadiense", después de la formación rocosa, pero cuando Byrne presentó al personaje en X-Men, este nombre fue rechazado por el editorial Marvel Comics debido a su organización ficticia S.H.I.E.L.D. Byrne luego sugirió "Guardian", pero esto también fue rechazado debido a los numerosos personajes de Marvel existentes bajo ese nombre, por lo que el guionista de X-Men Chris Claremont ideó Arma Alpha y luego Vindicator. Estos nombres se utilizaron para las apariciones iniciales del personaje en The Uncanny X-Men #109, 120–121 y 139–140. A Byrne no le gustaban estos dos nombres, y cuando se le asignó la escritura y el lápiz del cómic "Alpha Flight" recién lanzado, rápidamente hizo que "Vindicator" cambiara los nombres a su sugerencia anterior, "Guardian".

## Biografía del personaje ficticio
James MacDonald Hudson nació en London, Ontario, Canadá. Es ingeniero petroquímico líder y científico para la Corporación Am-Can que desarrolla un traje exoesqueleto. Cuando se entera de que su trabajo será utilizado para fines militares estadounidenses, Hudson destruye su lugar de trabajo, roba el traje prototipo y destruye los planos. Deja el traje para ser recuperado (aunque sin el casco de control vital, que construyó antes de llegar a la empresa), y espera plenamente ser demandado y arrestado por sus acciones.
Sin embargo, la novia de Hudson, Heather MacNeil, utiliza conexiones políticas en el gobierno de Canadá para persuadir a Am-Can de retirar los cargos en su contra. Como resultado, se forma el Departamento H, una rama secreta del Departamento Canadiense de Defensa Nacional, y Hudson es nombrado como jefe de operaciones. Inspirado por el debut de los Cuatro Fantásticos, Hudson planeó crear un equipo de superhéroes para Canadá. Comenzó con un prototipo de equipo de superhéroes llamado The Flight que tenía a Wolverine como uno de sus miembros.
Siguiendo a su equipo prototipo, el Vuelo, Hudson forma Alpha Flight como un equipo de superhéroes para el gobierno canadiense y desarrolla su exoesqueleto en un traje de batalla. Como Arma Alfa, Hudson trató de capturar a Wolverine, que había salido de Canadá y se unió a los X-Men. Él accidentalmente hirió a Moira MacTaggert en el proceso. Luego llevó a Alpha Flight en la batalla contra los X-Men para capturar a Wolverine. Después de que esa misión fracasara, no hizo más intentos de devolver a Wolverine a Canadá por la fuerza.
Con la cancelación del Departamento H y su financiación, Alpha Flight se disolvió temporalmente. Hudson lamenta esto por un tiempo, pero luego es llamado a la acción por la llegada de la Gran Bestia Tundra. Él se pone en camino solo, pero Heather se encarga de convocar al resto de Alpha Flight, más dos miembros recientemente "rayados de oro". El equipo derrota a Tundra y luego decide sumariamente reformarse, aunque sin el apoyo directo del gobierno.
Hudson y Alpha Flight conservan sus autorizaciones de seguridad y el estado como Auxiliares RCMP. Tienen una serie de aventuras, tanto en equipo como individualmente. Al principio, Hudson expresa una falta de confianza en sí mismo, pero poco a poco gana más con el tiempo. Por ejemplo, su primera reacción a la imponente criatura el Wendigo le hace expresar miedo. Sin embargo, se enfrenta a la criatura "como un superhéroe nacido".
Aunque Hudson y su esposa inicialmente luchan como cualquier pareja de clase media canadiense, pronto se les ofreció un trabajo deseado con la gran corporación Roxxon en la ciudad de Nueva York. Trasladado a Nueva York, Hudson es atrapado casi de inmediato y atacado por una encarnación del mal de Omega Flight y un viejo enemigo: su antiguo jefe de Am-Can, Jerome Jaxon. La batalla es pronto acompañada por el resto de Alpha Flight, aunque no terminó bien para Hudson. Aunque fue aparentemente asesinado cuando su traje de batalla explota debido a la tensión de energizar un sistema de matriz de teletransporte múltiples (gracias a Jaxon), él es, de hecho, transportado a la luna de Júpiter, Ganímedes. Allí conoce a una raza alienígena conocida como los Q`wrrlln. En sus intentos de sanar a Hudson, los Q`wrrlln integran su traje de batalla en su cuerpo, fundiéndolo a sus sistemas biológico y nervioso. Esto se planteó originalmente como un ardid por Delphine Courtney para confundir y engañar a Heather Hudson y los miembros sobrevivientes de Alpha Flight.
Hudson finalmente regresa a la Tierra y toma el nombre Vindicator, dejando el título de Guardián (y la posición de liderazgo) a su esposa, Heather. Una vez más, el tiempo de Hudson con el equipo es interrumpido cuando los Q`wrrlln lo convocan (y un selecto grupo de héroes) para proteger su planeta contra Galactus. Como antes, Hudson aparentemente muere cuando su traje se detona cuando transportaba a los héroes de vuelta a casa. Sin embargo, durante la explosión Hudson es transportado a una dimensión alternativa. Después de algún tiempo, finalmente regresa a la Tierra.
Mientras otra vez trabaja para el Departamento H, Hudson es atrapado en los planes de su nuevo director, el general Jeremy Clarke. Los científicos que trabajan para Clarke clonan a Hudson, roban sus recuerdos, y tratan de disparar su cuerpo al espacio exterior. El plan no tiene éxito, sin embargo, como Hudson se estrella en la Antártida.
Un Hudson aparentemente no envejecido reaparece ante los miembros de Alpha Flight. Este es, de hecho, el clon creado por el Departamento H. El Hudson original es encontrado finalmente por Sasquatch en la Antártida. Después de su regreso, una vez más se convierte en el líder del equipo, mientras que el clon se convierte en líder de Beta Flight. Más tarde, ambos Hudson son capturados por AIM, y el clon es asesinado en el escape.
Junto con varios otros miembros de Alpha Flight, Hudson intenta devolver un puñado de huevos Plodex a su mundo natal. Sin embargo, un accidente trae copias temporales de la mayor parte del Alpha Flight original - de un tiempo antes de la primera "muerte" de Hudson - hasta la actualidad. Este grupo, incluyendo a James Hudson, retoma el papel de Alpha Flight, mientras que los originales están ayudando a reconstruir el planeta natal Plodex.
Alpha Flight (Sasquatch, Mayor Hoja de Arce II, Puck Jr., Guardián, Vindicator, Chamán, y Puck) es brutalmente atacado por El Colectivo, resultando en la muerte de Guardián, Vindicator, Chamán, y Puck. Sus cuerpos quedan en el Territorio Yukón como el Colectivo continúa a los Estados Unidos.
El traje del Guardián fue usado por Michael Pointer durante su carrera en Omega Flight antes de unirse a los Dark X-Men de Norman Osborn como Arma Omega.
Durante la historia Chaos War, Guardián (junto a Vindicator, Chamán, y Marrina Smallwood) es uno de los héroes que regresan de los muertos tras lo que les pasó a los reinos de la muerte. Él reúne a Alpha Flight para luchar contra las Grandes Bestias. James Hudson se mantiene entre los vivos después de la derrota del Rey Caos.
En las páginas de la miniserie "Ravencroft", se ve a James como miembro de J.A.N.U.S.

## Poderes y habilidades
Anteriormente, Guardián usó un "traje de batalla" ceñido tecnológico compuesto por una malla de acero y que sirvió como un exoesqueleto, que le permitió volar, disparar ráfagas de energía y tenía un campo de fuerza personal de defensa. El diseño del traje proviene de un exo-traje geológico /exploración petrolera diseñado por Hudson durante su carrera. El traje original era anticuado, demasiado grande y torpe, aunque tenía un sistema de "arma" de rayos de energía, supuestamente utilizado para perforar / hacer túneles.
El traje ajustado a la piel es considerado como una evolución posterior, posiblemente de segunda o tercera generación, del diseño original. El traje de batalla está cibernéticamente controlado y contiene un sistema de navegación de alta resolución. El traje de batalla permite el vuelo dirigiendo los haces de fuerza hacia el suelo, impulsando al portador hacia adelante a velocidades de hasta Mach 1.
Guardián podría causar que los ordenadores del traje de batalla se activaran y liberaran gravitones, cancelando la rotación de la Tierra con relación a él mismo, impulsándose hacia adelante hasta a unos 1000 kilómetros por hora (en el ecuador). Este efecto suspenderá su posicionamiento en relación con el campo electromagnético de la Tierra, mientras el planeta gira, lo que le permite viajar hacia el oeste a gran velocidad en función de su posicionamiento de latitud.
Cuando regresó del espacio, la tecnología de la demanda que existía anteriormente como una parte separada de él se incorporó en su cuerpo. El extranjero Q `wrrlln convierte James Hudson en un cyborg que incorpora gran parte de su de batalla del traje, algunos de sus partes mecánicas eran visibles en la superficie de su cuerpo. Como resultado, sus poderes fueron incrementados considerablemente. El cerebro cyborg de Hudson era medio orgánico (partes de su cerebro original) y medio mecánico. Hudson pudo controlar sus sistemas mecánicos por órdenes mentales, a pesar de que era vulnerable a ser controlado por los Q`wrrlln a través de la parte mecánica de su cerebro. Con gran esfuerzo la parte humana de su cerebro podría reemplazar este control.
El traje de poder del Guardián permite:
- mayor resistencia y durabilidad;
- habilidades de acoplamiento y hackeo cibernético;
- sistemas de armas avanzadas, incluyendo (pero no limitados) Proyectores de pulso electromagnético, rayos de energía de conmoción de los guanteletes, pernos de plasma, rayos ultrasónicos, y un haz de gravitón;
- inteligencia aumentada debido a la fusión de su traje de batalla con su red neuronal;
- mayor velocidad, alcanzando el Mach 1;
- capacidad de crear y viajar a través de un agujero de gusano.
- la capacidad de bloquearse a sí mismo en relación con el campo electromagnético de la Tierra. Esencialmente, él anula el efecto de rotación de la Tierra sobre sí mismo. Esto le permitió aparentemente "desaparecer", cuando en realidad era trasladado hacia el oeste a una velocidad de rotación del planeta.
- la creación de un campo de fuerza protector que amortigua la inercia y absorbe la energía;

Hudson ha obtenido un doctorado en ingeniería, y es un ingeniero e inventor brillante, y un buen estratega de batalla y líder.

## Otras versiones
- En la Tierra 2149, Un Guardián zombi puede ser visto atacando a la Patrulla X junto a las versiones zombis de Alpha Flight. Es asesinado cuando Magneto le escalpó con una hoja de metal. Su cuerpo puede ser visto después siendo examinado por Reed Richards en el Helitransporte de S.H.I.E.L.D..
- En la Tierra 3240, donde la Guerra Fría nunca finalizó, Guardián era el segundo marido de Heather Hudson. (Su marido anterior fue Logan, a quien había matado mientras estaba bajo el control de Arma X.) Este Guardián tiene muchos de los mismos poderes que el Guardián de la Tierra 616.
- En la Tierra 1610, la versión Ultimate de Hudson es un veterano de la guerra del Golfo sin poderes y el sheriff de Port St. Lucie, Florida, y estaba familiarizado con Lobezno, quien le presentó a su esposa Heather. Lobezno también le confió criar a su hijo de una madre desconocida, que también fue nombrado James Hudson y manifiesta un factor curativo y garras como su padre en Ultimate Comics: X.

## En otros medios

### Televisión
- Hudson aparece en la serie animada X-Men bajo el nombre en clave Vindicator, con la voz de Barry Flatman. Conspiró con el jefe de Alpha Flight para forzar el regreso de Wolverine a Canadá para que pudieran realizar experimentos sobre cómo pudo sobrevivir al adamantium en proceso de unión y, si es posible, extraer el adamantium de su esqueleto, independientemente de la posibilidad de matar a Wolverine. Se sintió fuertemente traicionado por Wolverine dejando a Alpha Flight y usó eso como justificación de sus acciones. También engañó a su equipo para que creyera que estaba trayendo a Wolverine de vuelta al equipo. A lo largo de su batalla con Logan, pudo usar su campo de fuerza para protegerse de las garras de Wolverine. Sin embargo, cuando falló, estaba a merced de Logan. Wolverine le dijo que la única razón por la que todavía respiraba después de la batalla es porque amaba a la esposa de Vindicator, Heather. También amenazó con que, si él o Alpha Flight lo perseguían otra vez, todas las apuestas estaban canceladas.

### Videojuegos
- Guardián también aparece como un NPC en X-Men Legends II: Rise of Apocalypse con la voz de Jim Ward. Él y Vindicator son encontrados en una instalación de Arma X abandonada. Él tiene un diálogo especial con Lobezno.
- Guardián aparece como un personaje jugable en Marvel Super Hero Squad Online.
- Guardián aparece como un personaje jugable en Marvel: Contest of Champions a partir de julio de 2020.

### Juguetes
- En 2008, Hasbro lanzó una figura de acción de Guardian en su línea Marvel Legends que era exclusiva de Walmart.
- En 2019, Hasbro lanzó otra figura de Marvel Legends que venía con una pieza Build-A-Figure de otro personaje canadiense, el Wendigo.